# Wiener Stadtmauern

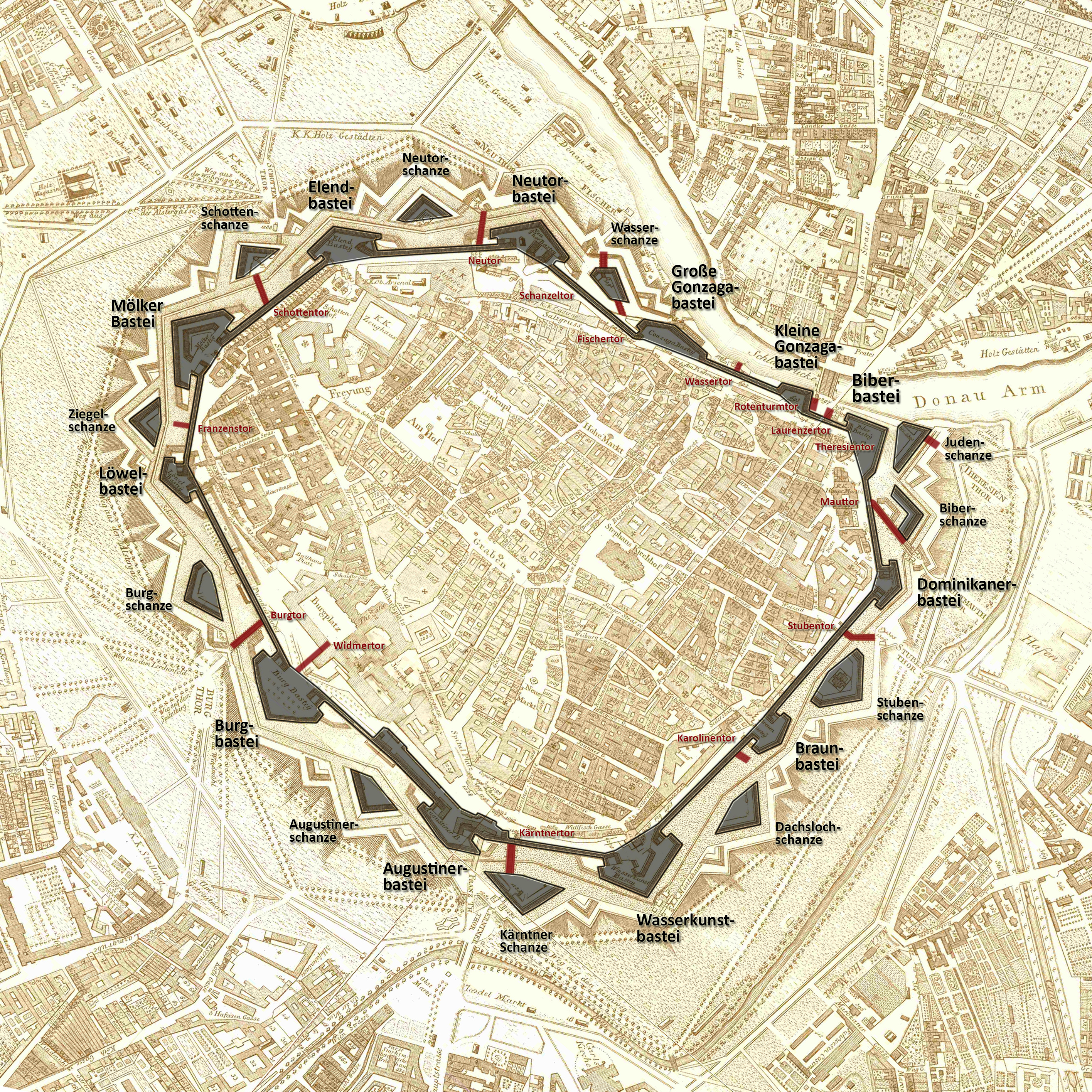
Wiener Stadtbefestigung nach dem Plan von Joseph Vinzenz Degen, 1809

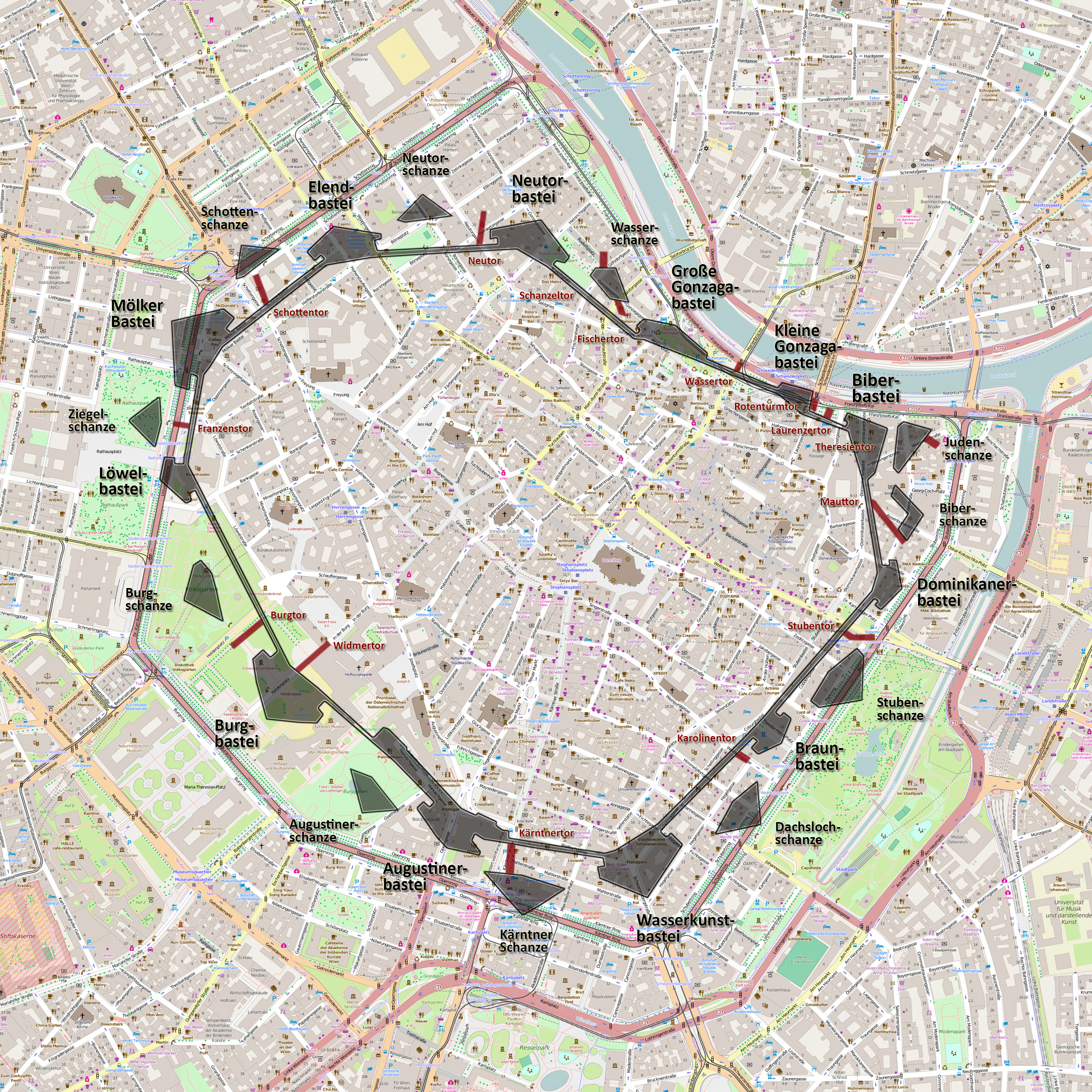
Wiener Stadtbefestigung, Stand 1809, auf einem modernen Stadtplan

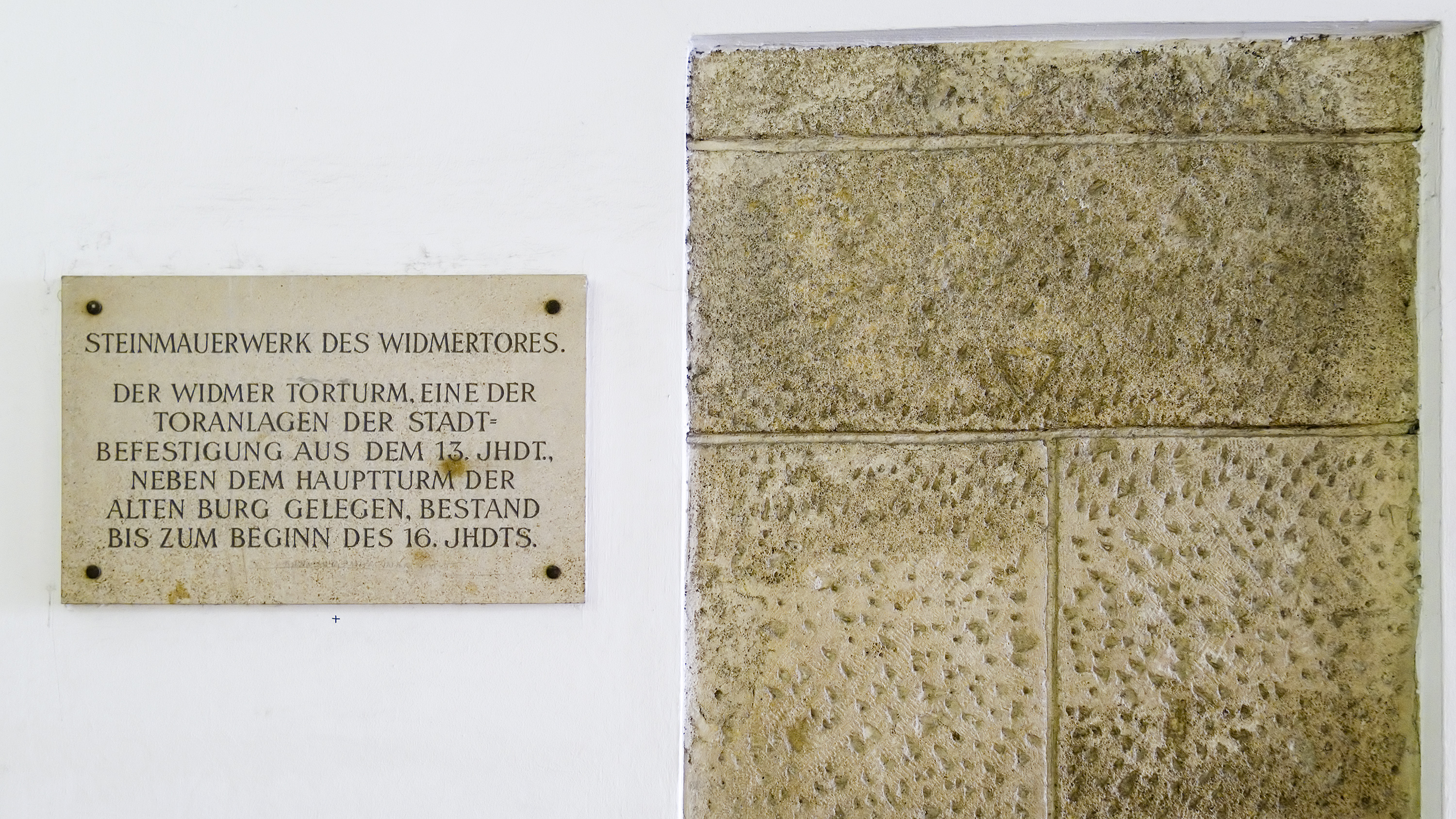
Überrest des Widmertores in der Hofburg

Die Wiener Stadtmauern waren Bauwerke, die ab den Zeiten des Kelten- bzw. Römerlagers Vindobona der Befestigung der Stadt Wien dienten. Sie wurden im Laufe der Jahrhunderte immer wieder erweitert und modernisiert. Der innere Befestigungsring umfasste den Stadtkern Wiens und bot im Ernstfall auch Zuflucht für die Bevölkerung aus den Vorstädten. Ein zusätzlicher äußerer Befestigungsring um die Vorstädte wurde mit dem Linienwall zu Anfang des 18. Jahrhunderts geschaffen.
Die Wiener Stadtmauern überstanden mehrere Belagerungen, darunter die erste und zweite Türkenbelagerung.
In den Jahren 1858–1864 wurden sie abgerissen.

## Geschichte

### Entstehung mit dem Römerlager Vindobona
In Vindobona kann man weniger von einer Stadtmauer als von einer Lagermauer sprechen. In der frühen Phase belegte sie Teile des heutigen 1. Wiener Gemeindebezirkes vom Donaukanal bis zum Hohen Markt und vom heutigen Tiefen Graben (damals das Bachbett des Ottakringer Bachs) bis zur heutigen Rotenturmstraße. In einer späteren Phase wurde die Lagermauer erweitert bis zur Naglergasse. Zwischenmauern trennten früher die bewohnte östliche Hälfte des Lagers vom unbewohnten westlichen Teil. Eine solche Mauer verlief im Zuge der heutigen Marc-Aurel-Straße. Die Römer legten vor dieser Mauer einen Graben an, der, obwohl nicht mehr sichtbar, bis heute diesen Namen trägt. Das Lager Vindobona hatte nur drei Tore, porta principalis dextra (rechtes Tor) nach Nordwesten, porta principalis sinistra (linkes Tor) nach Südosten, über die Via Principalis lief die Limesstraße (zwischen Asturis (Klosterneuburg) und Ala Nova (Schwechat)), und porta decumana (Hintertor, Südtor) nach Südwesten. Die Nordostmauer trug kein Haupttor (porta praetoria) und verlief entlang eines Hanges zur Donau.
Die Ziegel und Steine wurden aus Lehmgruben bzw. Steinbrüchen aus der Umgebung eingebracht. Mögliche Lehmgruben waren im 17. Wiener Gemeindebezirk, beim Schottentor und Gumpendorf. Die Steinbrüche dazu waren vermutlich in Sievering und aus dem Leithagebirge (Mannersdorf, Kaisersteinbruch). Die genaue Herkunft der Ziegel und Steine bis zum Spätmittelalter ist nicht dokumentiert.

### Stadtmauer bis ins 12. Jahrhundert
Die Babenberger adaptierten die römische Lagermauer und bauten sie zu einer mittelalterlichen Stadtmauer aus. Die porta principalis dextra wurde zum Ungartor, es bildete sich eine Kaufmannstadt davor, die porta decumana zum Peilertor, damals Paevrertor oder Baylertor genannt. Sie verwendeten dafür die bereits vorhandenen Steine aus dem ehemaligen Römerlager wieder und führten neue Steine aus Heiligenkreuz, Wildegg, entlang der Donau von Greifenstein bis Kahlenbergerdorf und Leithagebirge hinzu. Marmore wurden aus Tirol über den Inn und die Donau nach Wien geschifft. Die Menge an Steinen aus der Römerzeit war so groß, dass sie auch noch für Teile des Wiener Stephansdoms verwendet wurden.

### Stadtmauern vom 13. Jahrhundert bis zur Ersten Türkenbelagerung

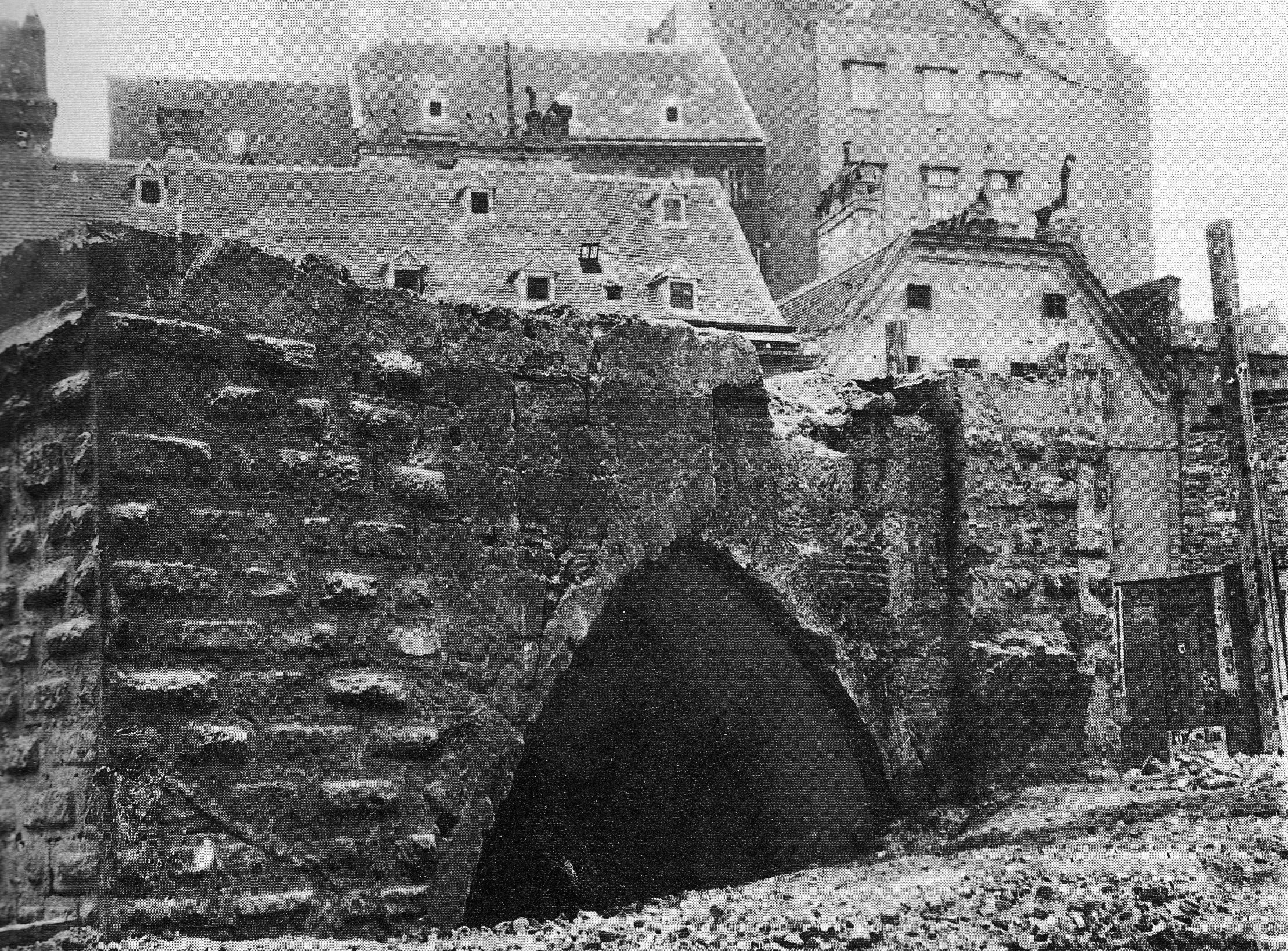
Das Werdertor aus dem 14. Jahrhundert, Aufnahme bei seiner Schleifung, 1860

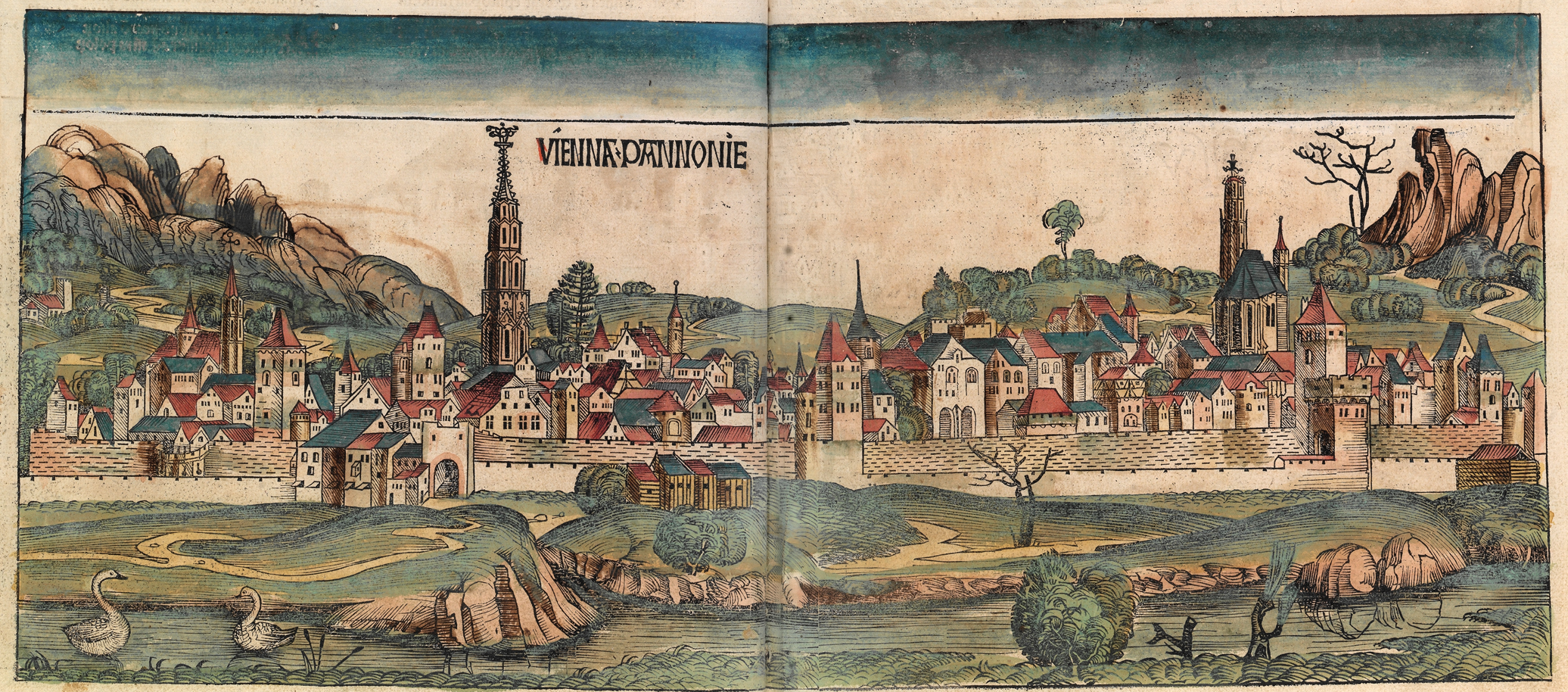
Wien 1493

Mit den Lösegeldern aus der Gefangennahme von Richard Löwenherz 1192 finanzierte Leopold V. die Zuschüttung des (heute noch so genannten) Grabens vom Stephansdom bis zur Freyung und ließ Stadtmauern in jenen Dimensionen bauen, wie sie noch bis ins 19. Jahrhundert bestehen sollten. Einzelne Reste der älteren Stadtbefestigung, etwa das Peilertor zwischen Kohlmarkt und Tuchlauben, blieben aber noch erhalten. In den nächsten Jahrhunderten änderte sich an den Stadtmauern wenig. Die Wiener fühlten sich nicht bedroht und somit sah man auch nicht die Notwendigkeit, die Stadtmauer auf den aktuellen militärtechnischen Stand zu bringen.
Im Mittelalter entstanden mehrere Tore. Spätestens Ende des 13. Jahrhunderts werden das Kärntnertor, das Widmertor und das Schottentor erwähnt. 1302 entstand das Werdertor, 1314 das Stubentor und das Rotenturmtor.
Doch schon 1529 drangen die Türken unter Sultan Suleiman I. bis nach Wien vor und belagerten die Stadt einen Monat lang. Sie griffen die Stadt am Kärntnertor an. Einen Beschuss mit schweren Kanonen konnten die Türken nicht durchführen, weil der verregnete Sommer die Versorgungswege aufgeweicht hatte und nur Kanonen kleinen Kalibers vor die Stadtmauern gebracht werden konnten. Mit den großen Kanonen, die sie wetterbedingt weit vor Wien zurücklassen mussten, wäre die mittelalterliche Stadtmauer leicht zu zerstören gewesen. So versuchten die Türken, die Mauern durch Minen zu sprengen. Es begann ein Minenkrieg. Mittels wassergefüllter Schüsseln oder Eimer und Trommeln, wobei auf das gespannte Kalbfell Erbsen aufgelegt wurden, konnten die Wiener die Grabungsarbeiten ungefähr lokalisieren und Gegenmaßnahmen ergreifen. Nach einem Monat Belagerung gelang es den Türken, mehrere Breschen, zuletzt eine von 30 Meter Mauerwerk (Suleimanbresche) herauszusprengen. Doch da die Mauern nach außen fielen, mussten sich die angreifenden Türken langsam über das Geröll vorwärtskämpfen und wurden von Pikenieren und Arkebusieren zurückgeschlagen. Außerdem hatten die Wiener damit genügend Zeit, Palisaden aufzubauen und Gräben zu ziehen, und konnten so die Erstürmung der Stadt verhindern.

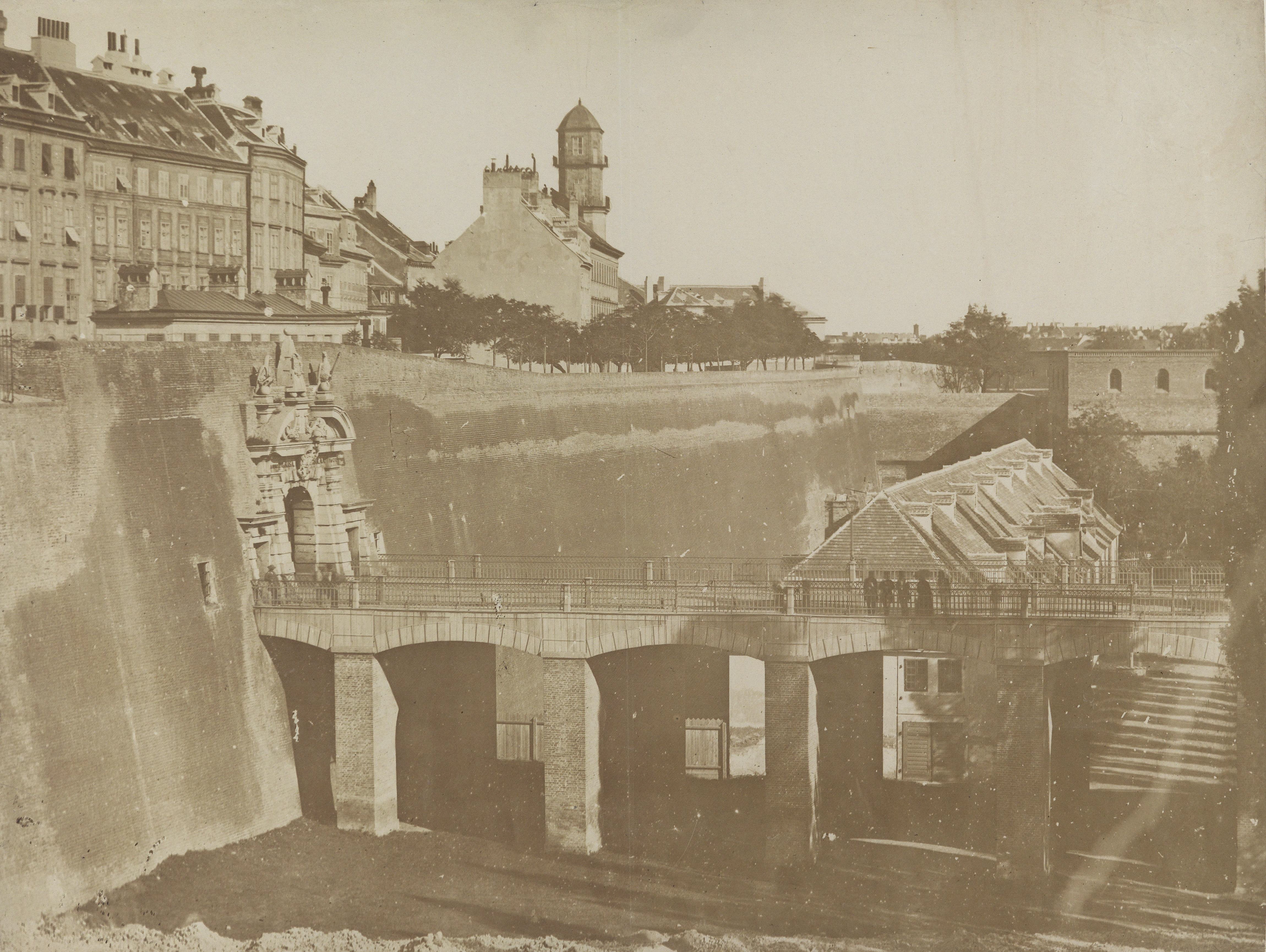
Kärntnertor (1858)

### Stadtmauern zwischen den Türkenbelagerungen

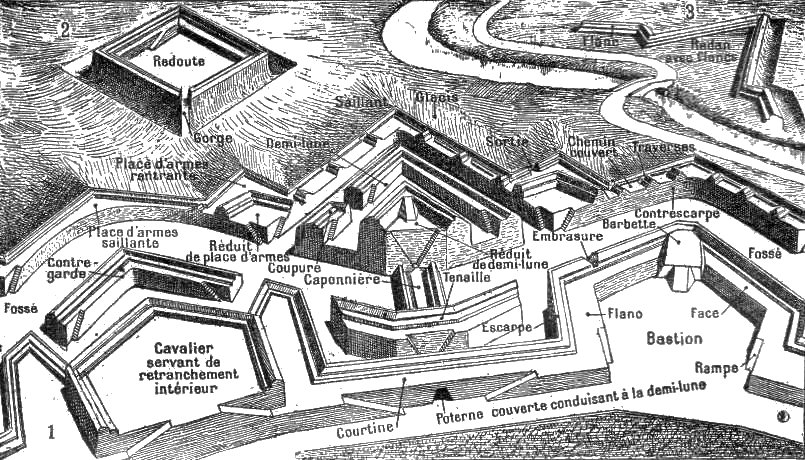
Das Idealbild der italienischen Manier des Festungsbaus
mit einer Katze (Kavalier), Ravelin, Bastei
im Hintergrund Gedeckter Weg mit Waffenplatz und Palisaden vor dem Glacis

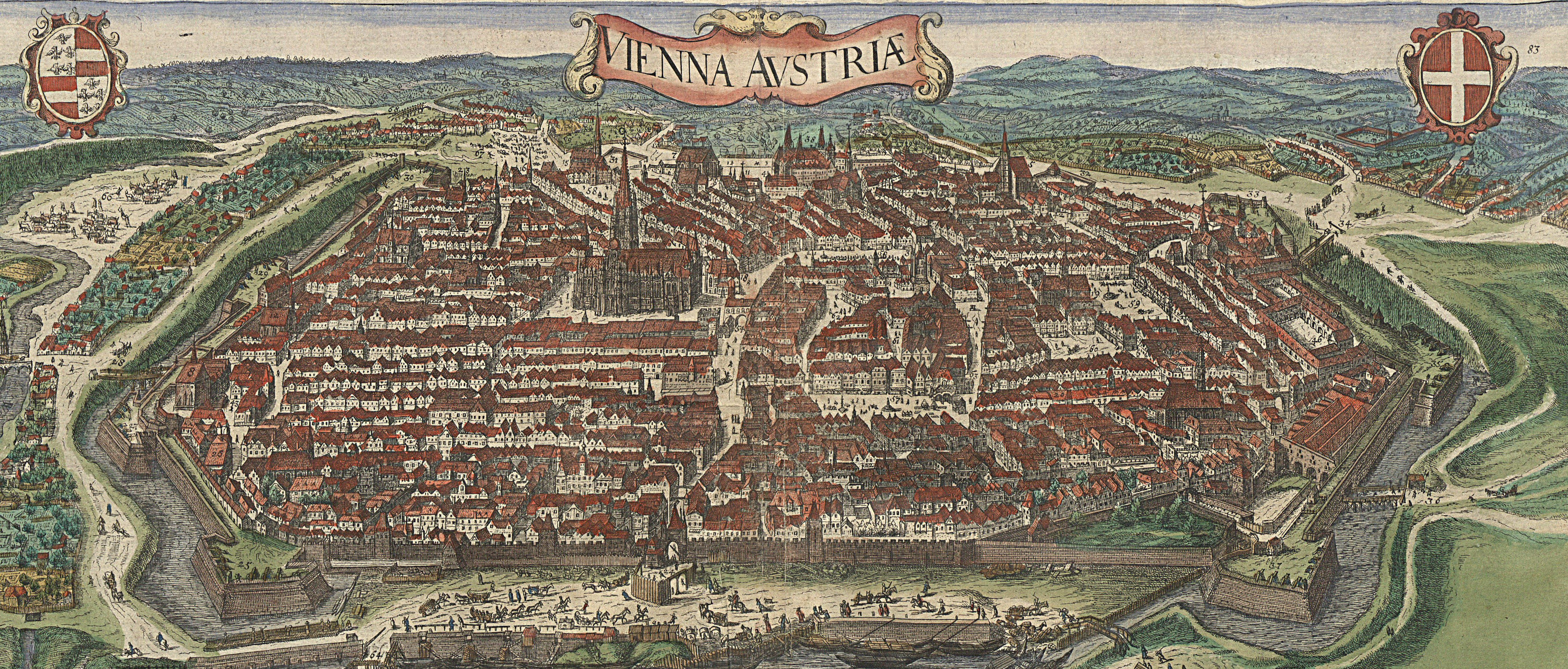
Wien 1609

Ab diesem Zeitpunkt plante man an einem Umbau der Stadtmauern in eine neuzeitliche Festung nach italienischem Vorbild. Im Jahre 1547 beauftragte der Wiener Bürgermeister Sebastian Schrantz Augustin Hirschvogel aus Nürnberg mit ersten Planungsvorschlägen. Ein weiterer Plan wurde von seinem Steinmetz Bonifaz Wolmuet gezeichnet. Francesco de Pozzo war einer der italienischen Festungsbauermeister aus der Lombardei, besonders aus der Umgebung von Como und Lugano.
Als eine der bedeutendsten Künstlerpersönlichkeiten ist der Festungsarchitekt Domenico dell’Allio zu nennen. Die mittelalterlichen Mauertürme wurden in zehn Bastionen umgebaut. Der Biber-, Schotten- und Krotenturm wurden erst unter Karl VI. und der Fach- und Judenturm gar erst unter Josef II. geschleift. Die Stadtmauern wurde etwas niedriger, aber dafür breiter gebaut und davor wurde ein Graben mit Kontereskarpe ausgehoben. Darauf legte man einen gedeckten Weg mit einem Erdwall als Schutz davor an und achtete auf die freie Schutzweite von 300 Metern im Glacis bis zu den ersten Häusern nach der Stadt. Der Teil der Stadtmauer, der an den Donaukanal grenzte, wurde erst im 17. Jahrhundert in eine neuzeitliche Festung umgebaut.
In Wien wurde für die Bastionen immer der Begriff Bastei verwendet. In allen Zeichnungen und Beschreibungen, unter anderem jene von Daniel Suttinger, dem österreichischen Festungsbauingenieur, weiter unten, wurde diese Bezeichnung verwendet. Es handelt sich hier um einen Austriazismus.
Im Nordosten wurde durch den Alserbach, im Süden durch den Wienfluss, der Graben mit Wasser gefüllt. Nur auf der nordwestlichen und westlichen Seite zwischen Augustinerbastei und Schottenbastei blieb der Graben trocken.
Nach dem Dreißigjährigen Krieg begann unter den Kaisern Ferdinand III. und Leopold I. ein groß angelegter Ausbau der Fortifikationsanlagen. Alleine in der Regierungszeit Ferdinands III. (bis 1657) wurde dafür aus der Hofkammer die stattliche Summe von über 80.000 fl. ausbezahlt. So wurde aus der altitalienischen Manier auf eine neuitalienische Manier erweitert, zwischen den Bastionen wurden selbstständige Befestigungswerke, sogenannte Ravelins, von den Wienern auch Schanzl genannt, hinzugefügt. Hinter den Bastionen wurden überhöhte Artilleriestellungen angelegt, die sogenannten Kavaliere, auch Katze genannt. Der vordere gemauerte Rand des Grabens, die Kontereskarpe, war sechs Meter tief und verlief im Zickzack; darauf ein gedeckter Weg, der durch Palisaden gegen das freie Vorfeld, das Glacis, abgegrenzt war.
Ein Angreifer konnte also die Festung nicht im Sturm nehmen, sondern musste sich mit Gräben durchs Glacis an die Palisaden und den gedeckten Weg heranarbeiten. Diese mussten unterminiert, gesprengt und zusammen mit der Kontereskarpe in den Graben geworfen werden. Als Nächstes musste der Angreifer sich mit Tunneln hinunter in und durch den Graben eingraben, wo er von den Niederwällen, den Kaponnieren, dem Ravelin und den Basteien unter Beschuss stand. Zuletzt waren noch die Basteien, die Ravelins und die Stadtmauer zu unterminieren, zu sprengen und dann die Stadt im Sturm zu erobern.

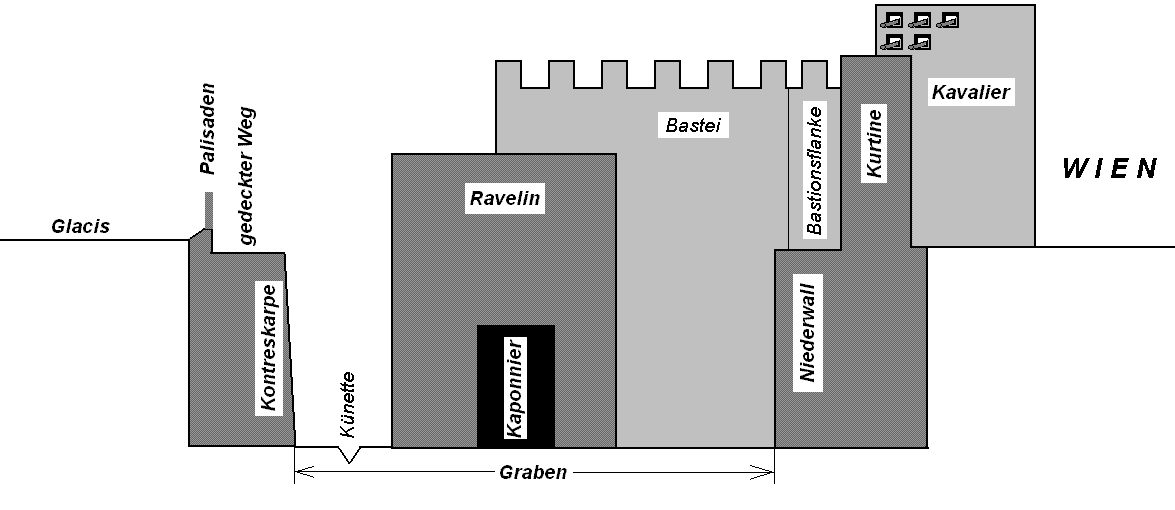
Querschnitt der Wiener Stadtmauern

Mit dem Jahre 1672 wurden diese Bauarbeiten fertig – gerade rechtzeitig, denn 10 Jahre später, im Jahre 1683, belagerten die Türken Wien erneut. Bereits ein Jahr vorher, die Friedensverhandlungen zwischen dem Osmanischen Reich und Kaiser Leopold I. scheiterten, hatte dieser den Festungsingenieur Georg Rimpler aus der sächsischen Stadt Leisnig, der sich in der Bastion St. Andrea bei der Belagerung von Candia auf Kreta (1669) einen Namen gemacht hatte, mit der Erweiterung und Verbesserung der Festung Wien beauftragt. Kaiser Leopold zahlte ihm 2000 Gulden und stellte ihn als Oberstleutnant in Dienst. Unter dem Stadtkommandanten Graf Ernst Rüdiger von Starhemberg verstärkte dieser die Stadtmauer, die Kontereskarpe und den gedeckten Weg, baute Kaponniere und den Niederwall an den Bastionsflanken und richtete Absperrungen bei den einzelnen Festungsteilen ein, die bei Eroberung eines Teiles der Anlage die Eroberung der gesamten Anlage verhinderte. Georg Rimpler erkannte richtig, dass der Hauptangriff der Türken zwischen Löwelbastei und Burgbastei liegen würde.
Die Burgbastei (der linke Flügel der Verteidiger, der rechte Flügel der Angreifer) war ein regelmäßiges Viereck mit je neun Kanonen, aber sie verfügte über keine Minenanlage. Hinter der Burgbastei war der Kavalier, die Spanierbastei, eine überhöhte Artilleriefestung. Die Löwelbastei (der rechte Flügel der Verteidiger, der linke Flügel der Angreifer) war kleiner als die Burgbastei und dahinter der Kavalier, genannt die „Katze“, nahm nochmals Platz weg.
Kritik: Die über 200 Meter lange Stadtmauer zwischen den Basteien war zu lang für einen wirksamen Kartätscheneinsatz. Dazu kam, dass der Ravelin etwas zu weit in den Graben vorgeschoben und etwas zu hoch gebaut war, sodass der Artilleriebeschuss im Graben hinter dem Ravelin von den Basteien nur eingeschränkt möglich war.

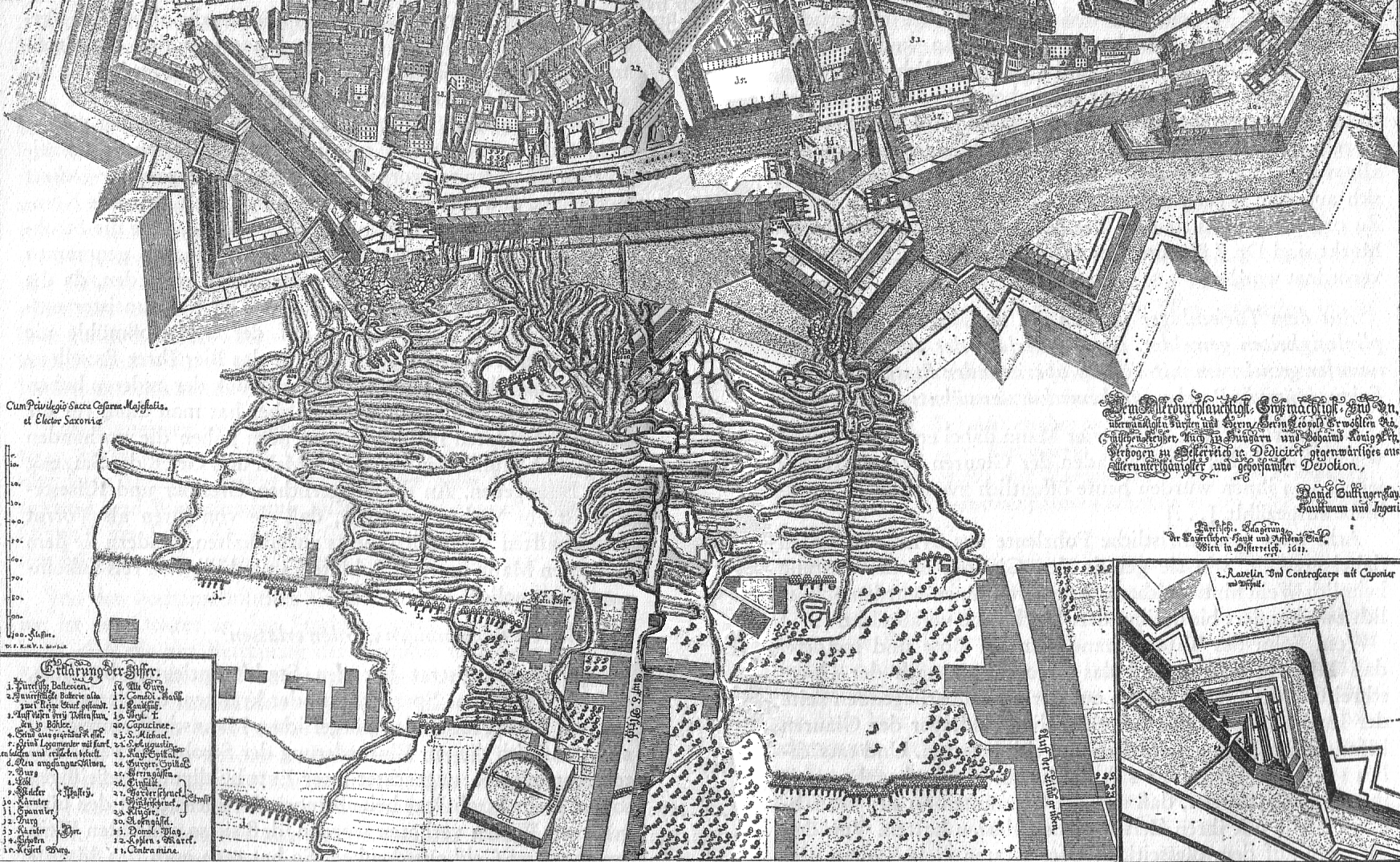
Laufgräben der Türken vor dem belagerten Wien in der letzten Ausbauphase
Kupferstich des kaiserlichen Hauptmanns und Ingenieurs Daniel Suttinger

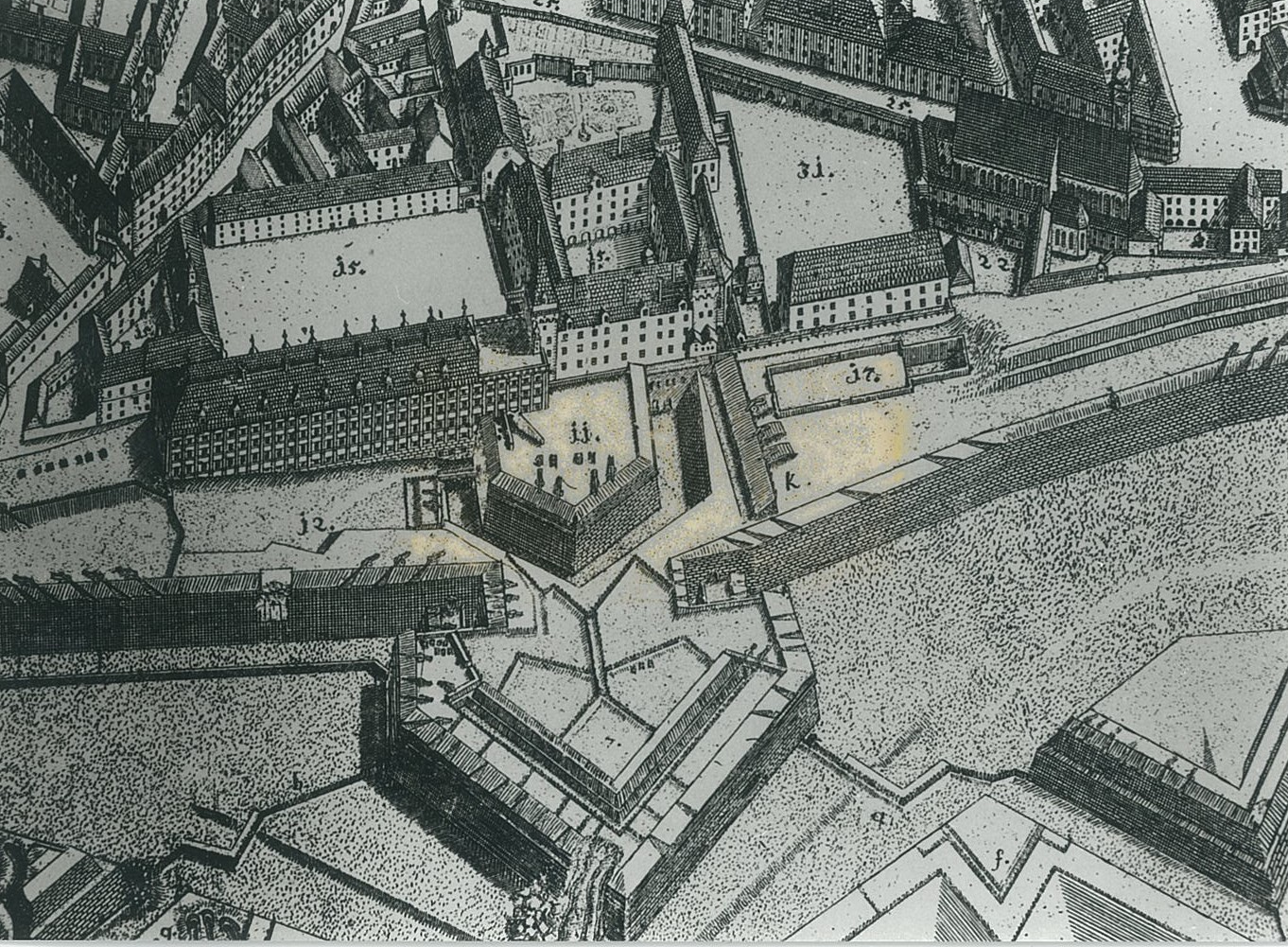
Hofburg-Bastei 1683

Im Minenkrieg um Wien waren die Osmanen mit 5.000 Mineuren eindeutig im Vorteil. Sie hatten nicht nur mehr Material und Personal, sondern auch mehr Erfahrung im Minenkrieg. Georg Rimpler stellte Bergleute aus Tirol, Niederländer und Lothringer zu diesem schwierigen Dienst ein, und auch Frauen wurden anfangs verwendet. Mit den Frauen hatte Georg Rimpler wenig Freude. Seiner Meinung nach hielten sie die Männer in den dunklen Stollen vom Arbeiten ab.

### Stadtmauern nach der Zweiten Türkenbelagerung
Das zerschossene Ravelin und die beschädigten Bastionen wurden wieder aufgebaut, der Graben und die Kontereskarpe wieder instand gesetzt. Minenstollen, die bis zu 100 m ins Glacis reichten, wurden vorangetrieben und in seitlichen Abstand mit Verbindungsgängen dazu Minenkammern hergestellt. Die restlichen Ravelins rund um die Stadt wurden fertiggestellt, sodass die Festung Wien ein Ring aus Bastionen und Ravelins wurde. Nur auf der Seite des Donaukanales wurden keine Ravelins errichtet.
Am Beginn des 18. Jahrhunderts zur Zeit des ungarischen Aufstandes der Kuruzen setzte sich Prinz Eugen für den Bau einer weiteren Befestigungslinie, den Linienwall ein. Der Linienwall befand sich etwa dort wo heute der Gürtel verläuft und hatte mit Ausnahme zweier Episoden 1704 und der Revolution von 1848 keine militärische Bedeutung. Seine Bedeutung lag vielmehr in seiner Funktion als Zollgrenze der Verzehrungssteuer, die wirtschaftlich die Stadterweiterung um die Vorstädte vollzog. Diese Funktion sollte er bis 1892 innehaben. In den letzten 4 Jahrzehnten diente er bereits als Stadtgrenze.

### Umwandlung zum Erholungsgebiet

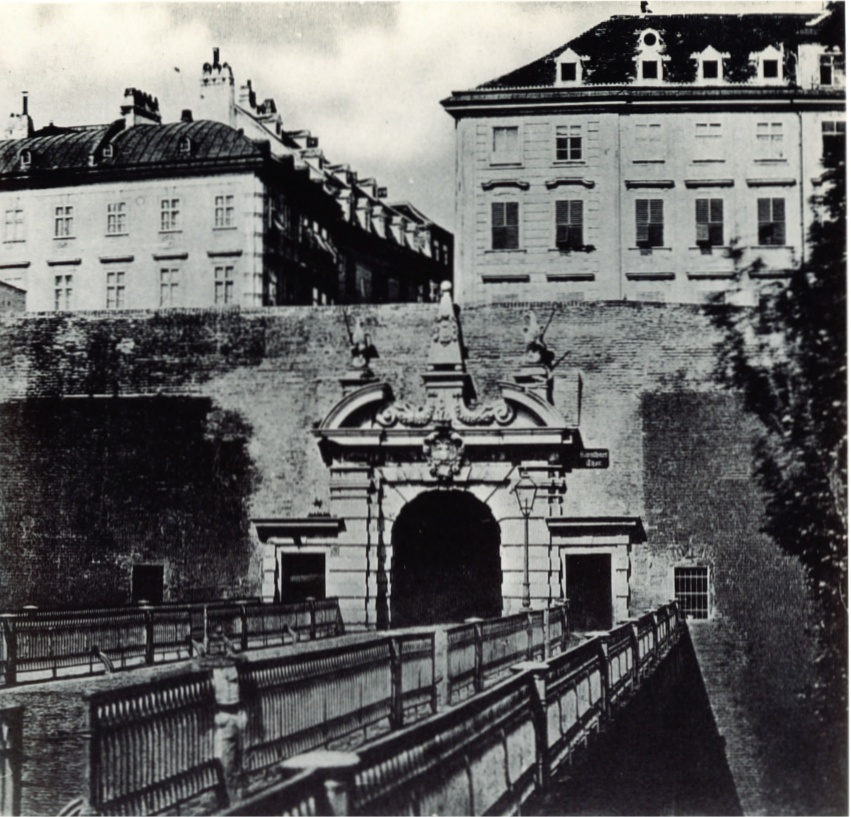
Das Kärntnertor 1858 von außen gesehen

Das Glacis war lange Zeit eine „Staubwüste“, wurde aber nach Verlust seiner militärischen Bedeutung als freies Schussfeld 1770 auf Befehl von Kaiser Joseph II. durch Anlegung einer Chaussee und von Zufahrtswegen zu den einzelnen Stadttoren gegliedert, der Raum dazwischen „mit Kleesamen und anderen Graß-Arten besäet und zugerichtet“. 1781 befahl der Kaiser die Anlage von Alleen (laut Kostenvoranschlag wurden über 2000 Bäume gesetzt). Ab 1776 wurde das Glacis nicht zuletzt aus polizeilichen Gründen durch Laternen beleuchtet. Eine besondere Verschönerungswelle setzte laut Elisabeth Lichtenberger nach der Vorschiebung des Mauerrings unter Einschluss des Volksgartens ein. Ähnlich anderen obsolet werdenden Wallanlagen, etwa jenen Hamburgs, wurde die Befestigungszone rund um die Kernstadt somit auf einige Jahrzehnte vorrangig zum beliebten und pittoresken Naherholungsgebiet, was auch zahlreiche Berichte zeitgenössischer Beobachter bestätigen. So vermerkte Joseph von Eichendorff bei seinem Wienbesuch im Juli 1811 in seinem Tagebuch die „herrlichen Aussichten auf den Stephansturm und die Vorstädte und deren Paläste“ vom Glacis aus, und Frances Trollope nannte in ihrem 1838 erschienenen Buch Vienna and the Austrians die Basteien die „herrlichste Stadtpromenade der Welt“. Besonders beliebt war das im Bereich des heutigen Stadtparks gelegene Wasserglacis. Teile der Stadtbefestigung um die so genannte Elendsbastei nahe dem Schottentor standen aber auch lange in Verruf als Ort der Prostitution und Kleinkriminalität.

### Abriss

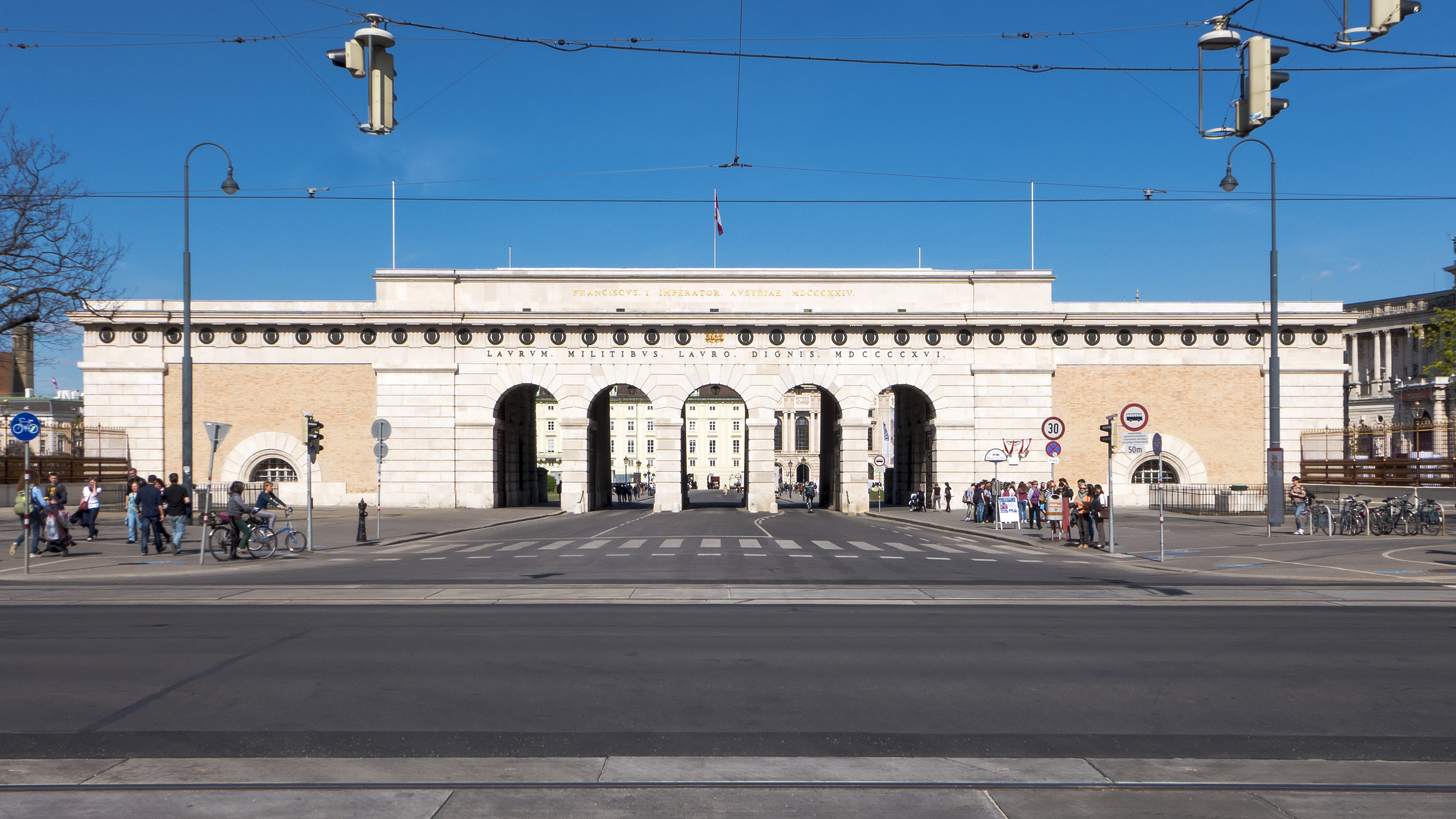
Äußeres Burgtor, das einzig übriggebliebene Tor

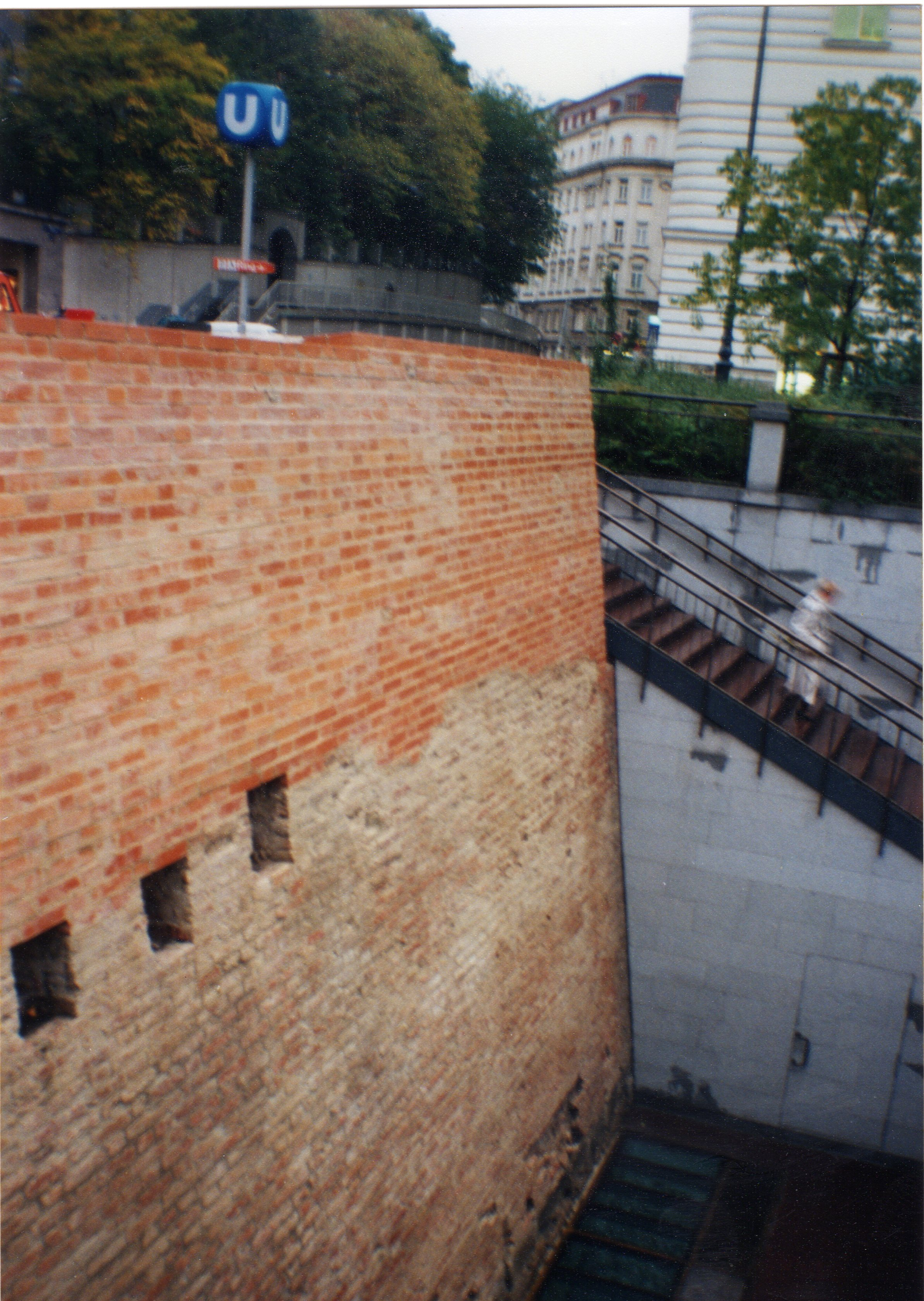
Beim U-Bahn-Bau zutage gekommener und renovierter Mauerrest beim ehemaligen Stubentor

Zu Beginn des 19. Jahrhunderts besetzte Napoleon 1805 und 1809 Wien. Da die Festungsanlagen keinerlei militärische Bedeutung hatten, wurde Wien 1805 kampflos übergeben. 1809 benötigte es einen kurzen, aber wirksamen Beschuss, und die Stadt wurde den Franzosen geöffnet. Nun ließ Napoleon die Stadtmauer zwischen Löwelbastei und Augustinerbastei schleifen. Damit begann eigentlich der Abriss der Wiener Stadtbefestigungen. Die Wiener bauten die Stadtmauer allerdings zunächst als Hornwerkskurtine (1817–1821) wieder auf, versetzten dabei die Mauern etwas nach außen und gliederten den heutigen Volksgarten in die Stadt ein. Auch das heute noch sichtbare Burgtor wurde ca. 50 Meter vor der alten Burgbastei aufgebaut und in den Mauerring integriert. Gleichzeitig wurden aber die Ravelins beseitigt. Militärisch hatten sie wenig Sinn und nahmen nur Platz weg. 1848 schlossen sich die aufständischen Studenten und Bürger zur Revolution in der Stadt ein, und zum ersten Mal wurde den Militärs bewusst, dass die Wiener Stadtmauern für die Obrigkeit keinen Schutz mehr darstellten, sondern eher eine Bedrohung. Es wurden daher im Bereich der Stadtbefestigung zwei große Kasernenbauten errichtet, die heutige Rossauer Kaserne und die später abgerissene Franz-Joseph-Kaserne im Bereich des heutigen Stubenrings.
Auch wirtschaftliche Gründe (die Nutzung der zentrumsnahen, potenziell hochpreisigen Glacisgründe) sprachen für die Entfestigung. In der Tat sollte es dem Stadterweiterungsfonds gelingen, die Finanzierung der öffentlichen Prunkbauten der Ringstraße durch den Verkauf von Parzellen an Private nicht nur voll zu ermöglichen, sondern sogar einen Überschuss zu erzielen. Zudem wirkten die Stadttore als Verkehrshindernisse.
Die Ende 1857 durch „Allerhöchstes Handbillet“ bekannt gegebene Schleifung der Fortifikationen begann im März 1858 beim Rotenturmtor. Bereits am 1. Mai 1858 wurde der „Franz Josephs Quai“ eröffnet. Als Nächstes kam der südöstliche Teil der Befestigungen an die Reihe. Hier blieben einzelne Bauten, etwa das Palais Coburg und das Palais Erzherzog Albrecht mit seiner Sammlung (Albertina), auf der Höhe der alten Stadtmauer erhalten. Dies machte zum Teil die Errichtung von Rampen notwendig. Als Letztes wurde von 1861 bis 1863 der Mauergürtel zwischen Schottentor und Augustinerbastei abgerissen. Am 1. Mai 1865 wurde die Wiener Ringstraße eröffnet (allerdings noch ohne ihre später errichteten Prachtbauten). Die Ära des Wien der Wiener Stadtmauer hatte ein Ende gefunden.
Oberirdisch haben sich keine Reste der Stadtbefestigung erhalten. Beim Bau der U-Bahn-Station Stubentor wurden ab 1985 Teile des Mauerwerks freigelegt; sie sind nun sowohl neben als auch in der Station sichtbar. Bauarbeiten förderten auch Mauern der ehemaligen Biberbastei zutage. Nach dem Abbruch der Befestigung wurden 1871 vor der Mölker Bastei, entlang der Hanuschgasse und vor der Coburgbastei Ziegelmauern errichtet, um die Böschung zu sichern. Diese werden gelegentlich fälschlich für Reste der Wiener Stadtmauern gehalten. Als einziges Tor hat sich das Äußere Burgtor, jedoch in abgewandelter Form, erhalten. Straßen-, Gassen- und Platznamen, sogar Geschäfte erinnern noch an die Mauern und Tore, wie die U-Bahn-Stationen Schottentor und Stubentor, die Verkehrsflächen Stubenbastei, Dominikanerbastei, Coburgbastei, Mölker Bastei, Schottenbastei und Rotenturmstraße sowie die Werdertorgasse, Neutorgasse und Salztorgasse.

## Materialkunde

### Steinbrüche
- Leithagebirge: Lieferte Kalksteine und Kalksandsteine aus mehreren Steinbrüchen. Namentlich genannt sind Mannersdorf, Kaisersteinbruch (ab Mitte 16. Jahrhundert), Breitenbrunn und Au.
- Weidlingau: Wird ab dem 15. Jahrhundert erwähnt und kommt im 18. Jahrhundert zu größerer Bedeutung.
- Hütteldorf: Lieferte Pflastersteine und Bruchsteine.
- Dornbach: Lieferte besonders viele Steine zur Zeit der Bedrohung durch die Türken im 16. und 17. Jahrhundert.
- Sievering: Existiert sicher ab dem 14. Jahrhundert, geht vermutlich aber bis auf die Römerzeit zurück. Die Stadt Wien erwarb diese Anlage im 15. Jahrhundert und entwickelte daraus eine große Anlage. Hier wurden hauptsächlich Steine für die Straßenpflasterung gebrochen.
- Grinzing: Urkundliche Erwähnung 1417 zum Bau einer Kapelle.

Die tatsächliche Verwendung der Steine aus diesen Ortschaften war vermutlich viel älter.

### Transport der Steine
Die Lage Wiens an der Donau kam dem Transport sehr entgegen. Wo immer es möglich war, wurde die Donau als Transportweg benutzt. Der Transport kostet für Mannersdorfer Steine aus dem Leithagebirge dreimal so viel wie der Stein selbst.

### Kalk
Für die Verarbeitung von Stein zu Mauer benötigte man Kalk. Um diesen herzustellen, musste er gebrannt und vor Ort gelöscht werden. Der Brennkalk wurde fast ausschließlich aus den Kalkvoralpen südlich von Wien von professionellen Kalkbrennern bezogen. Die Quellen nennen fast ausschließlich Rodaun, manchmal auch Kalksburg, Brühl, Perchtoldsdorf, Baden und Vöslau. In Rodaun selbst wurde nicht gebrannt, hier war nur die „Großhandelsstelle“. Die einzelnen Brüche und Öfen waren tiefer in den Voralpentälern. Um 1500 wurden von der Stadt Wien vorübergehend ein Kalkbruch und 2 Öfen bei Nußberg in Eigenregie betrieben und die dort vorhandenen Leithakalke verwendet. Die große Holzverschwendung führte 1581 zu einem Erlass unter Rudolf II., dass nur noch mit Genehmigung Holz geschlägert werden durfte.

### Ziegel
Ziegel war der billigste und natürlichste aller Baustoffe. Besonders hochwertige Tone aus tortonen, sarmatischen und pannonen Stufen, ferner Lehm und Löslehm der Eiszeitablagerungen und schließlich noch der „Silt“ (Feinstsande bis Hochwasserlehm) des Donautales. Es gab Ziegelgruben vor dem Schottentor, Hessgasse, Liechtensteinstraße und Gumpendorf. Daraus wurden in Ziegeleien Mauerziegel und Dachziegel gebrannt. Diese befanden sich auf dem Gelände der heutigen Staatsoper und am Wienfluss. Urkundlich ist die Unterscheidung zwischen Ziegel und Stein nicht immer möglich, weil Ziegel als Steine bezeichnet wurden.

### Bruchsteine
Die Prediger- oder Dominikanerbastion, als erste gemauerte Bastion bereits 1544 errichtet, war nur mit Bruchsteinen und nicht mit Ziegeln abgemauert. Das hatte den Nachteil, dass man im Falle von Artilleriebeschuss mit tödlichen Splittern rechnen musste.

## Namen der Basteien und Stadttore
Einer bildlichen Darstellung von Carl Wenzel Zajicek (nach Emil Hütter) folgend gab es unmittelbar vor Abriss der Stadtmauer folgende Basteien und Stadttore (gegen den Uhrzeigersinn betrachtet, mit Ausgangspunkt bei der östlichen Ecke der Stadtbefestigung am Donaukanalufer):
Im Laufe der Zeit hatten die Basteien/Bastionen unterschiedliche Namen. Für die erste, 1544 bei der Dominikanerkirche errichtete und heute danach benannte, wurden auch die Namen Prediger- bzw. Hollerstaudenbastion verwendet, bzw. aufgrund ihrer Finanzierung durch die Stadt auch der Namen Bürgerbastion. Auf dieser Dominikanerbastei (heutiger Name des dort verlaufenden Straßenzuges) stand noch zur Verstärkung zusätzlich ein Kavalier.
Eine Kurtine – durchbrochen vom Stubentor – führte dann zur sogenannten Braunbastei (früher auch nach dem nahegelegenen St. Jakobskloster Jakoberbastion und im 16. Jh. auch Untere Paradeisbastion genannt). Davor war etwa um 1660 als frei stehendes Ravelin das sogenannte Stubenschanzl angelegt worden (1821 dann demoliert). Der heutige Straßenname Stubenbastei tauchte erst ab 1795 als Bezeichnung für die Häuserzeile innerhalb der Mauer auf, und nach der Demolierung 1862 dann ebenfalls für den dort entstandenen Straßenzug, der heute die Grenze der Altstadt zur Rasterverbauung der Ringstraßenzone markiert.
Nach einer weiteren Kurtine (mit vorgelagertem Ravelin namens Dachsloch) folgte als südöstliches Eck der Stadtbefestigung die Wasserkunstbastei. Benannt wegen ihres in einem hölzernen Turm untergebrachtes Pumpwerk, das ab dem 16. Jh. Wasser aus einem Wienflussarm in die Stadt beförderte. Bautechnische Probleme (wegen des Wienflusses) bereitete lange Zeit die Kurtine zur Kärntnertor-Bastei. Erst 1552 ist dieser durch die Reichsstände finanzierte wichtige Eckpfeiler der Befestigung samt Kavalier vollendet. Sie ersetzte auch den alten Kärntnertorturm, der bei der Türkenbelagerung besonders schwer beschädigt worden war. Das Neue Kärntner Tor (in Fortführung des heutigen Straßenzuges) wurde in die Kurtine und über eine Brücke mit dem Kärntnerravelin verbunden errichtet.
Die etwa 250 Meter bis zur Burgbastei waren lange ein Provisorium. Oft kam es bei der als Erdaufschüttung errichten Kurtine zu Rutschungen. Erst 1596 mit wieder aufbrechender Türkengefahr wurde hier weiter ausgebaut. Eine 340 Meter lange Kurtine (vorgelagert – etwa am Platz des heutigen Burgtheaters – lag die Schanz vor dem Burgtor). Danach kam die 1544 errichtete Löwelbastei (ursprünglich als Römisch Königliche Majestät Bastei – dann wegen der Nähe zum Niederösterreichischen Landhaus auch Landschaftsbastei genannt). 1649 bekam sie ihren heutigen Namen – der eine Verballhornung von Löblbastei ist – benannt nach einem Stadtguardiaobristen.
Bereits 1596 gemauert war die Kurtine hin zur Mölkerbastei (Name vom nahen Melkerstiftshof – sie hieß früher auch Schottenbastion – ebenfalls nach dem benachbarten Kloster), die ebenfalls von einem Kavalier überragt wurde. Sie reichte etwa bis zur Hauptrampe der heutigen Universität am Ring – die heute noch vorhandenen Mauerreste stammen von der Kurtine. Das Schottentor, das sich bis dahin im Schottenturm befunden hatte, wurde in der folgenden Kurtine und mit einer hölzernen Brücke über das vorgelagerte Schottenravelin geschützt, erst bis 1656 errichtet. Der folgende Abschnitt wurde auch erst zwischen 1630 und 1656 gemauert.
Bautechnisch befand man sich danach Richtung Donau in einem schwer zu bebauenden Abschnitt. Der Bau der Elend- oder auch Eckbastion (Bauende 1561 durch Mittel der Reichsstände finanziert) war durch das abfallende feuchte Terrain erschwert. Der vorher dort stehende alte Judenturm wurde auch wegen des dorthin verlegten Arsenals als Pulverturm weiterverwendet.
Durch die folgende Kurtine zur Neutorbastei führte das Neutor, das 1558 das mittelalterliche Werdertor ersetzte. Auch hier wurde es durch ein vorgelagertes gleichnamiges Ravelin geschützt.
Von der Neutorbastion bis zur Biberbastion erstreckte sich die Donaufront der Stadt. Das aufgeschüttete Ufer wurde bebaut mit dem Ravelin Wasserschanzl, wo auch das Fischertor an der linken Flanke aus der Großen Gonzagabastei (früher auch Donaubastei) herausführte; danach war in der Kurtine das Wassertor (etwa beim heutigen Schwedenplatz) und die Kleine Gonzagabastei (ab etwa 1795 auch Rotenturmbastei genannt – demoliert 1858/59). Es folgten bei der Schlagbrücke zur Leopoldstadt dann das Neue Rotenturmtor und das Laurenzertor. Die Ecke bildete die erst 1563 vollendete Biberbastion (1863/64 abgebrochen). Dort war schon 1529 der Biberturm (Pyberturm) ausgebaut worden. 1602 wurde sie durch das vorgelagerte Judenschanzl (mit dem Mauttor) und 1650 das Biberschanzl (1818 abgetragen) verstärkt.

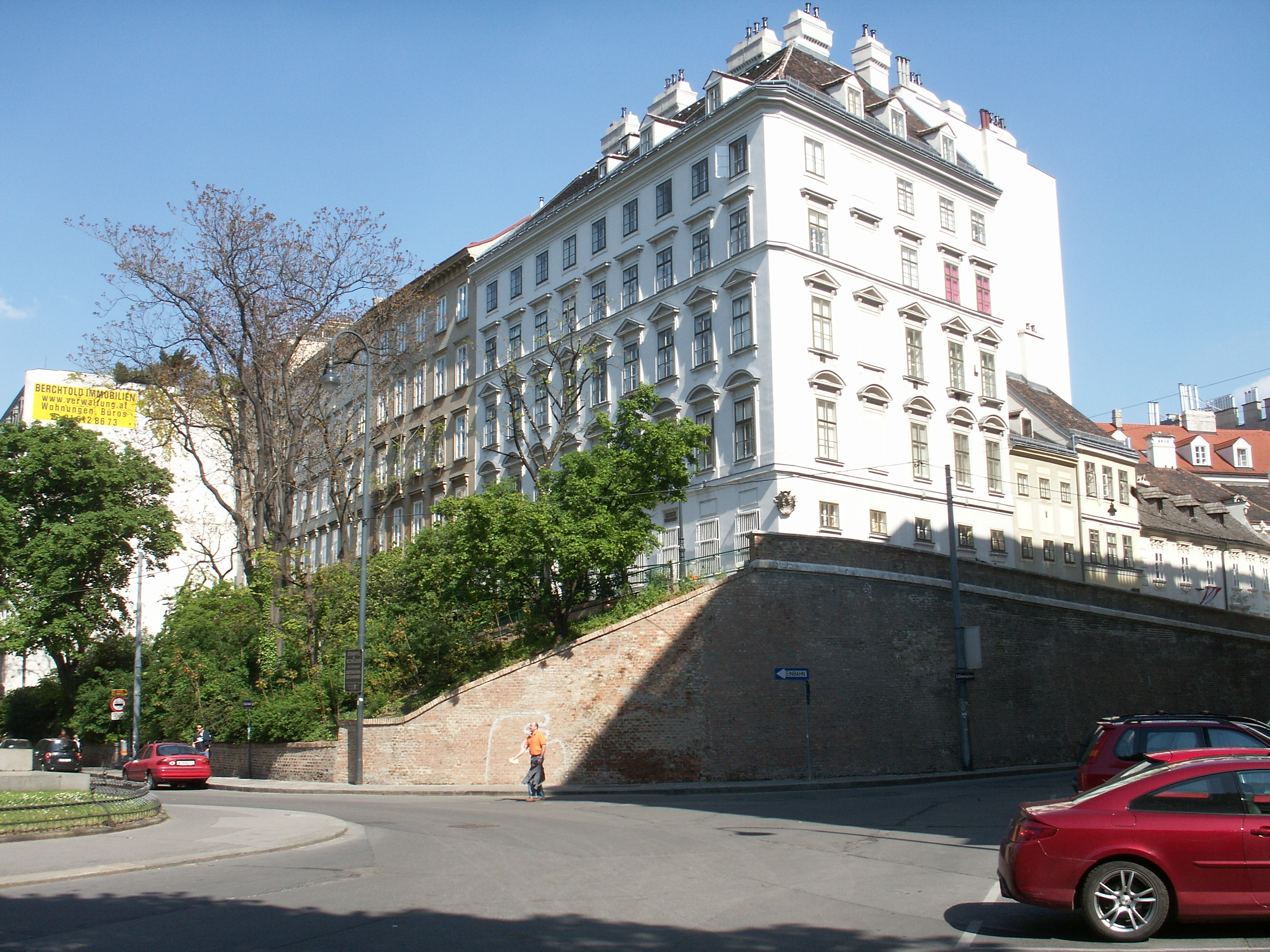
Das Pasqualati-Haus nahe der ehemaligen Mölker Bastei

## Prominente Bauten
Erst gegen Ende des Zeitalters der Basteien entstanden auf ihnen prominente Bauten, etwa das 1812 errichtete Palais Lubomirski und das 1843–47 erbaute Palais Coburg. Als Vorbild diente hier das Palais Erzherzog Albrecht, der erste auf der Bastei errichtete adelige Wohnsitz. Die mächtige Franz-Joseph-Kaserne (errichtet 1849–57, abgerissen 1900) und das zugehörige Franz-Josephs-Tor (aus 1850–54) stammten überhaupt erst aus der Periode knapp vor dem Beschluss zum Abriss der Stadtbefestigungen. Einen Sonderfall stellt das auf alten Ansichten sehr auffällige Haus „zum goldenen Kegel“ (oft Kegelhaus oder „Großer Kegel“ genannt). Der siebenstöckige Bau mit hohem Dach war de facto das erste Hochhaus im Zentrum Wiens. Er stand aber auf der übel beleumundeten Elendsbastei und ist wohl wegen dieser sozialen Deklassierung des ganzen Gebiets um den Schottensteig weitgehend vergessen.

## Wiener Stadtmauern im Laufe der Zeit

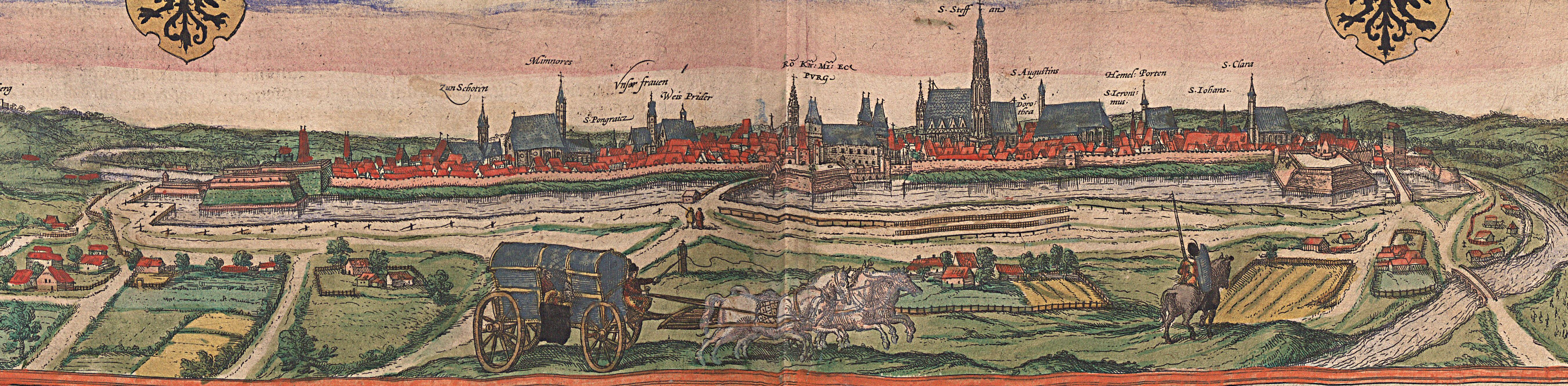
Wien nach dem Umbau der mittelalterlichen Stadtmauer, 1548
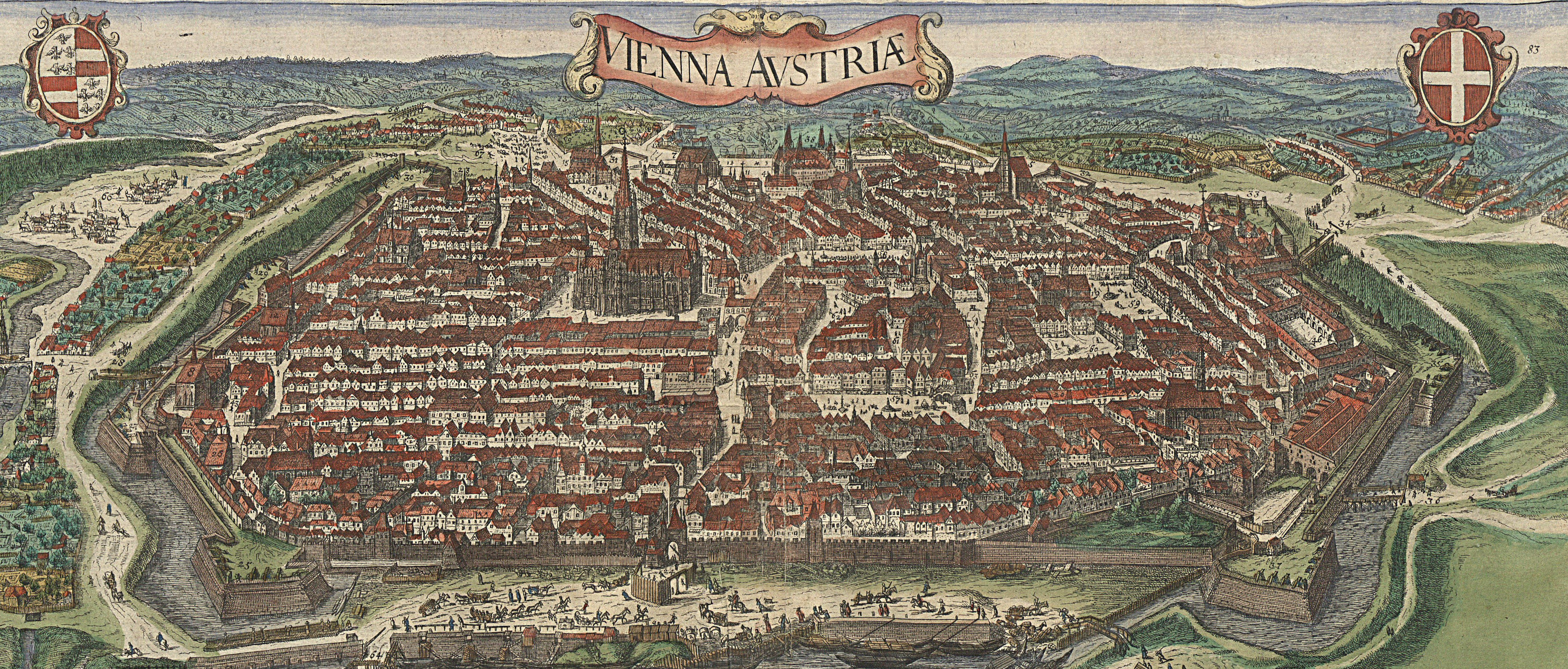
Vogelschau auf Wien von Norden, 1609
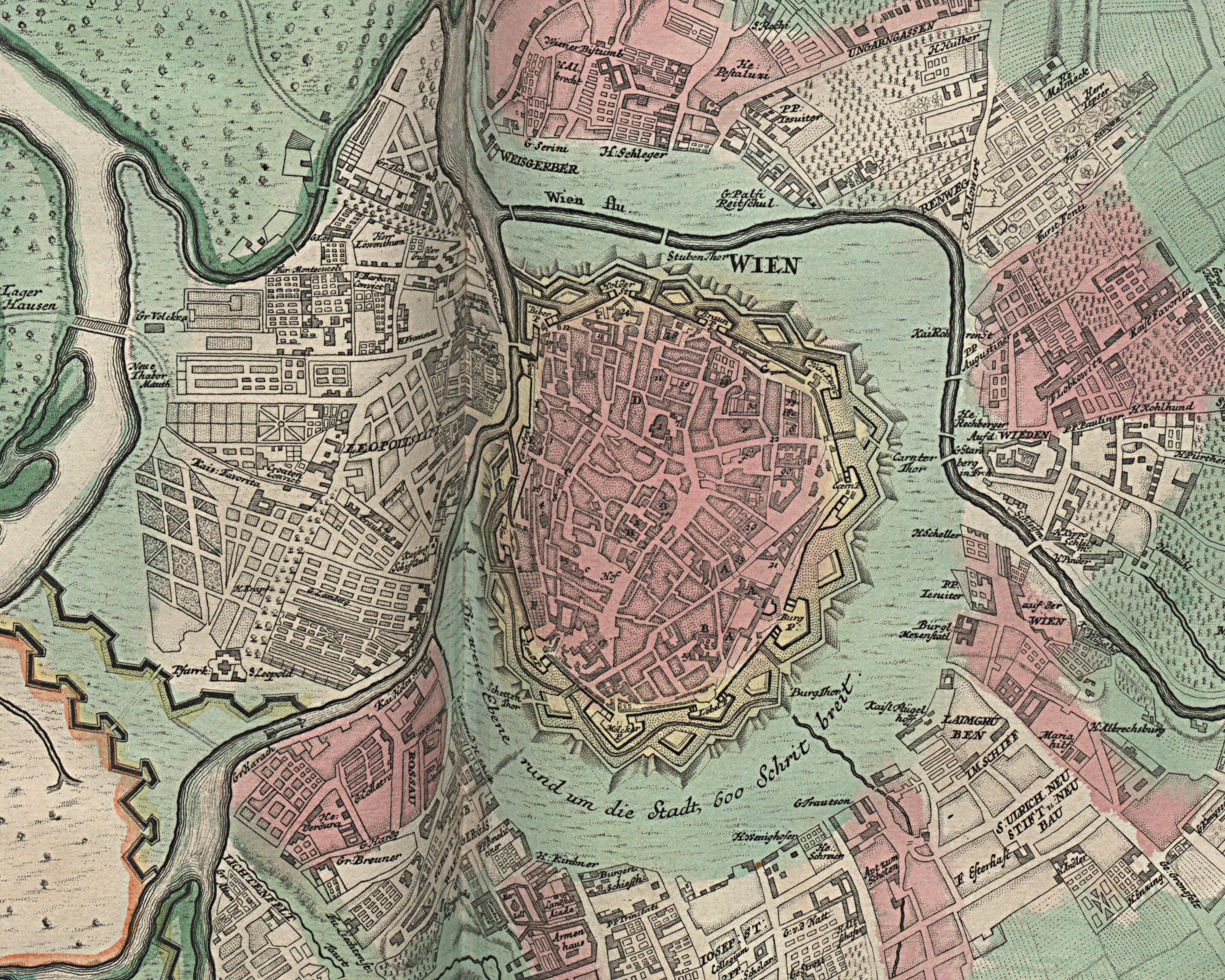
Residenzstadt Wien
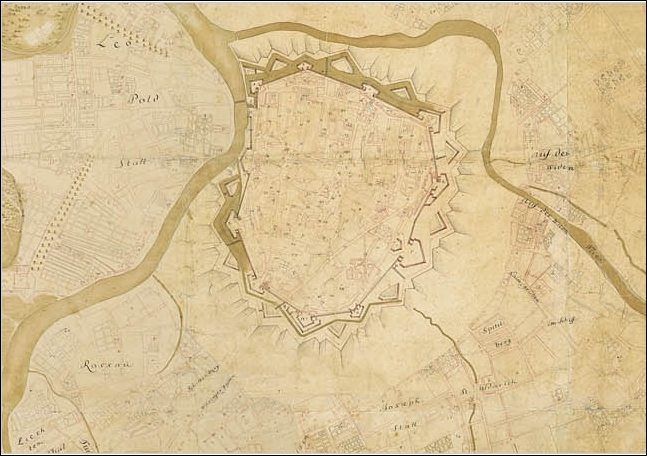
Wien 1704
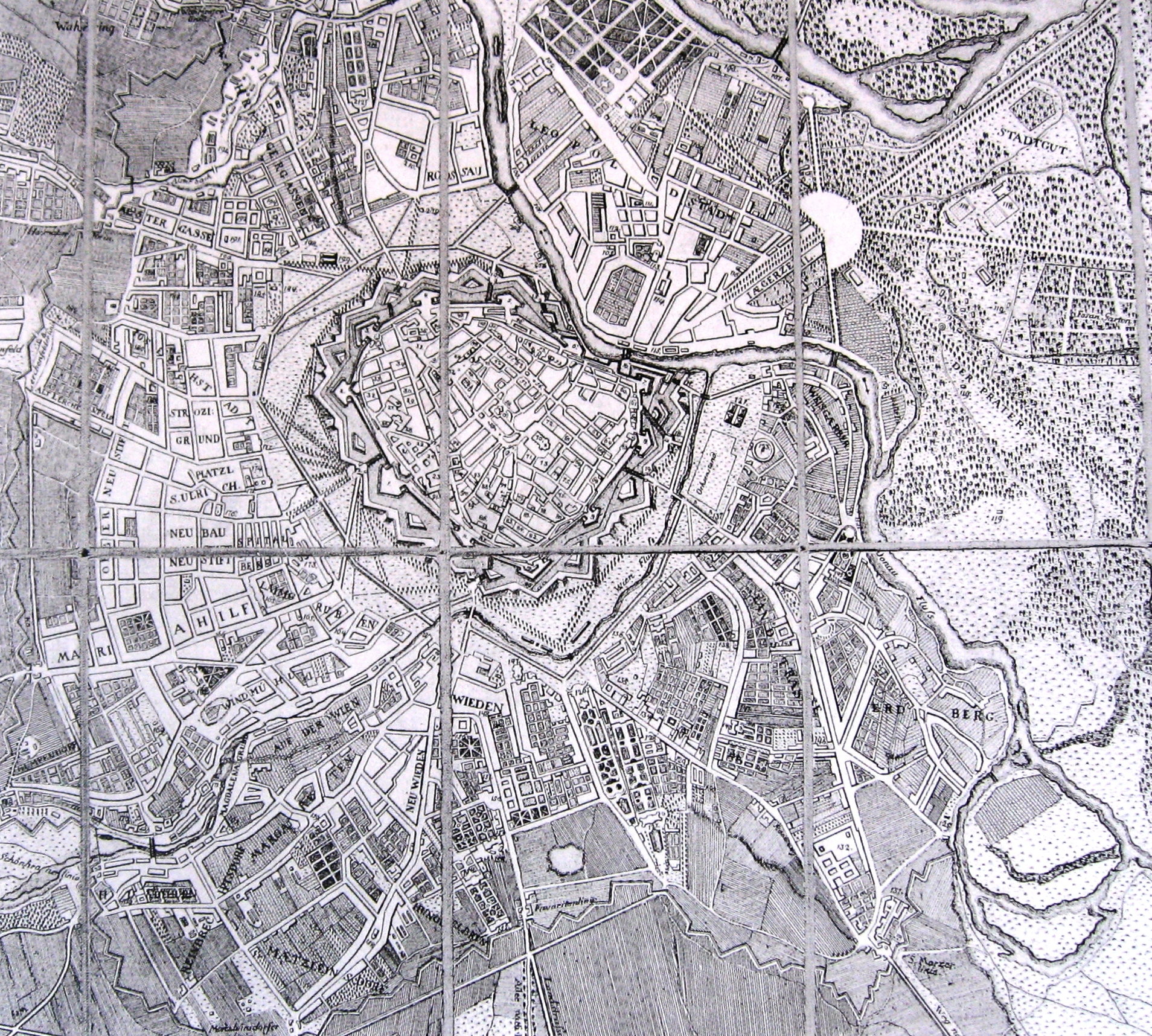
Wien 1783
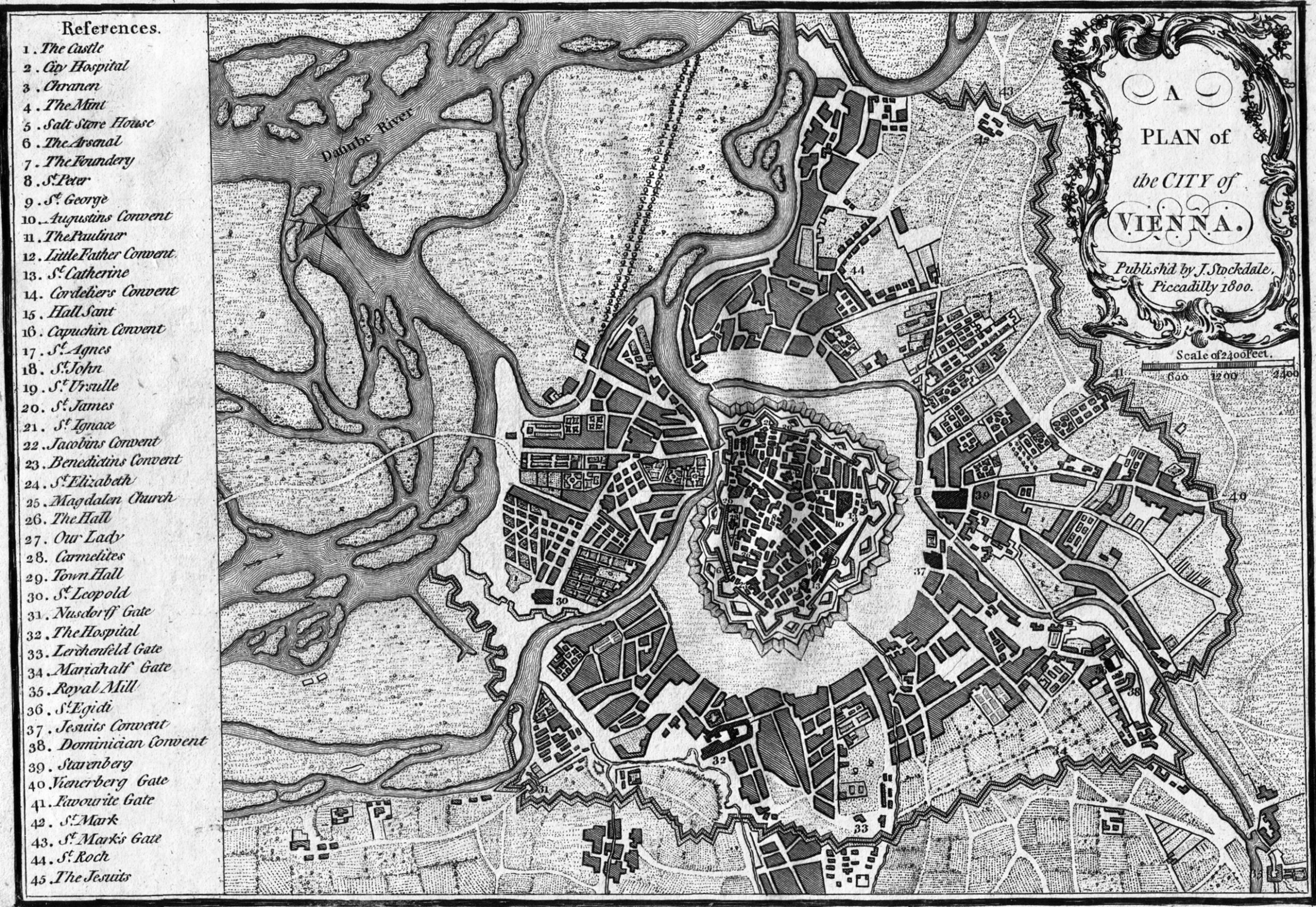
Wien um 1800
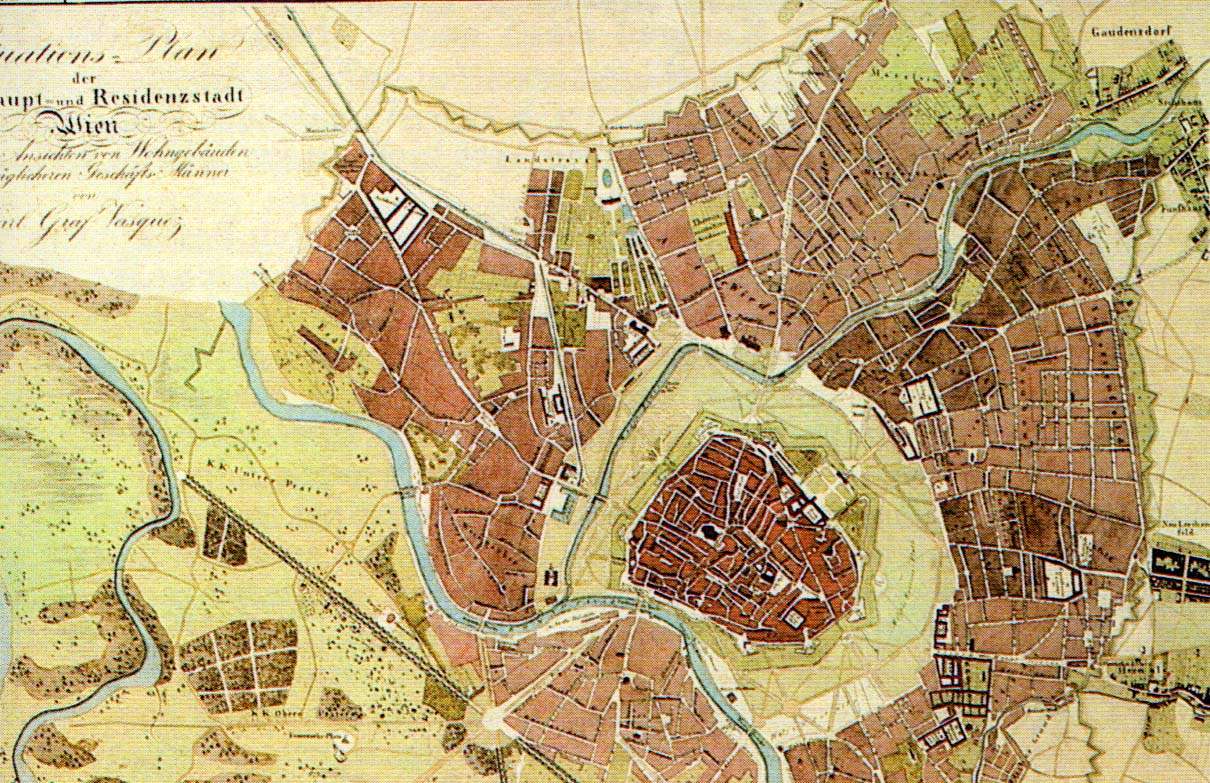
Wien 1835
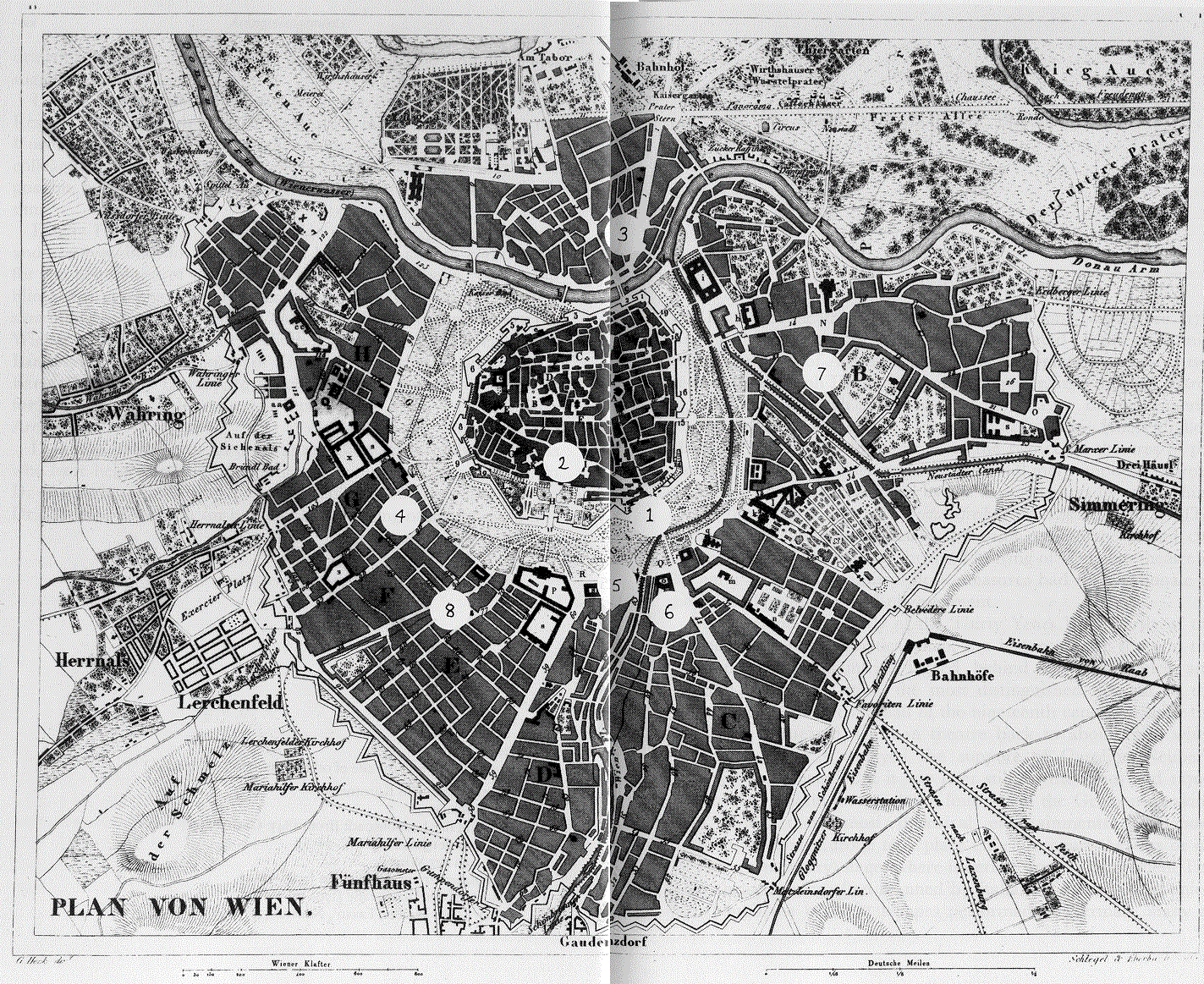
Wien um 1850
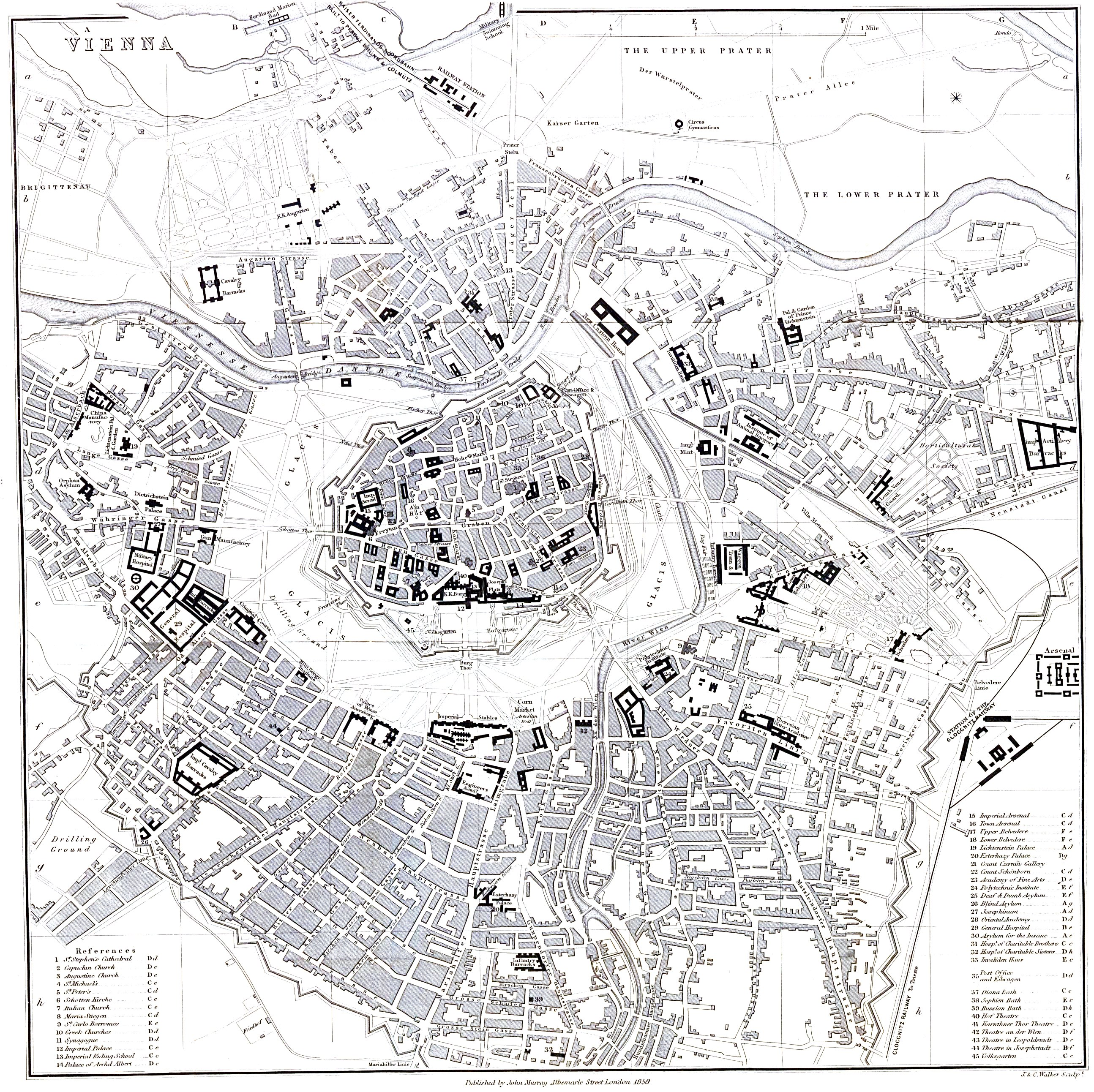
Wien 1858